# Essaims de séismes du Tricastin
Pour un article plus général, voir Essaim de séismes.
Dans la basse Vallée du Rhône, le Tricastin est connu depuis le XVIIIe siècle comme étant le siège d'essaims de séismes, parfois destructeurs, comme en 1772-1773 et en 1933-1936. Plus récemment (2002-2003), une faible activité est apparue pendant quelques mois, ce qui a permis de mieux comprendre les bruits de détonations et de canonnades rapportés lors des précédentes crises : une sismicité « ultra-superficielle » caractérise cette zone, avec des foyers sismiques à moins de 300 m de profondeur.

## AuxXVIIIesiècleetXXesiècle
En 1772-1773 et en 1933-1936, deux essaims particulièrement prolifiques y ont produit des dégâts en semant la panique. C'est d'ailleurs lors de l'essaim de 1933-1936 que fut installée localement une station sismologique « portable » comprenant un pendule de plusieurs centaines de kilogrammes, une première en France pour ce genre d'étude.

## AuXXIesiècle
Sans aucune activité de ce type depuis 1936, la région a été en 2002-2003 à nouveau le siège d'un essaim, cette fois bien moins énergétique puisque seule une centaine de séismes a été observée, avec une magnitude maximale de 1,7. Cette activité serait passée inaperçue si elle n'avait été située à l'aplomb d'un hameau de la commune de Clansayes, avec des foyers à très faible profondeur (200 m pour certains). Dans un tel cas de figure, même de très petits séismes de magnitude 1 ou 0 — voire de magnitude négative — peuvent être ressentis sous la forme d'explosions ou de détonations plus que de vibrations. La plupart des séismes de l'essaim avaient leurs foyers dans une dalle de calcaire récifal du Crétacé inférieur qui, périodiquement au fil des siècles, se met à se fracturer pendant quelques mois ou quelques années.